# Sker Point
Sker Point är en udde i Storbritannien.   Den ligger i kommunen Bridgend och riksdelen Wales, i den södra delen av landet, 250 km väster om huvudstaden London.
Terrängen inåt land är platt österut, men åt nordost är den kuperad. Havet är nära Sker Point åt sydväst.  Närmaste större samhälle är Swansea, 18,8 km nordväst om Sker Point. 